# Blue Electric Light
Blue Electric Light — двенадцатый студийный альбом американского рок-музыканта Ленни Кравица, вышедший 24 мая 2024 года на лейблах Roxie Records и BMG Rights Management.

## История
Blue Electric Light — первый альбом Кравица после Raise Vibration (2018). Кравиц записал альбом в своей студии на Багамах и сам сыграл на большинстве инструментов, а также принял участие в работе с частым соавтором Крейгом Россом.
Изначально альбом планировалось выпустить 15 марта 2024 года. Однако Кравиц перенёс дату релиза на 24 мая 2024 года из-за своих обязательств по почитанию наследия Байарда Растина.

## Синглы
Лид-сингл альбома, «TK421», был выпущен одновременно с анонсом альбома и сопровождался клипом.
Песня «Human» была выпущена 22 марта 2024 года. Премьера песни состоялась на Ночном шоу с Джимми Фэллоном.

## Отзывы
| Оценки критиков  | Оценки критиков |
| Источник         | Оценка          |
| ---------------- | --------------- |
| AllMusic         | [ 1 ]           |
| The Daily Illini | 6.9/10          |
| i                | [ 8 ]           |
| The Independent  | [ 9 ]           |
| Mojo             | [ 10 ]          |
| musicOMH         | [ 11 ]          |
| laut.de          | [ 12 ]          |
| Louder Sound     | [ 13 ]          |
| Record Collector | [ 10 ]          |
| WYSO             | B               |

Альбом получил положительные отзывы музыкальной критики и интернет-изданий. Пол Муди из Louder Sound назвал альбом «типично разнообразной коллекцией, пульсирующей позитивной энергией». Стивен Томас Эрлевайн из AllMusic отметил: «Стилистически Кравиц, возможно, и не пробует ничего нового, но его решение поставить хорошие вибрации превыше всего остального создаёт необычайно приятную запись рокера». Грег Симс младший из WYSO прокомментировал: «Это самый фанковый альбом, который я когда-либо слышал от него. Хотя Кравиц и не стал полным Д’Анджело, он подарил нам коллекцию песен, которые больше склоняются к современной поп-музыке и R&B, чем его обычные песни. Эта пластинка также посвящена Принсу (они были близкими друзьями). Вы можете услышать кивки Кравица в сторону His Royal Badness в нескольких песнях альбома, например, в балладе „Stuck in the Middle“». Нина Атанасопулос из The Daily Illini написала: «В целом, последний альбом Кравица — это в целом предсказуемый, но забавный проект. Хотя альбому не хватает самосознания и социальной осведомлённости, Кравиц продолжает щеголять в своих кожаных штанах и открытых рубашках, и его нельзя не любить за постоянство».

## Список композиций
Все тексты написаны Ленни Кравица, кроме "Bundle of Joy" и "Heaven", где слова Кравица и Tony LeMans, вся музыка написана Lenny Kravitz, кроме "It's Just Another Fine Day (In This Universe of Love)" и "Paralyzed", где музыка Кравица и Craig Ross..
| №                   | Название                                                | Длительность |
| ------------------- | ------------------------------------------------------- | ------------ |
| 1.                  | «It's Just Another Fine Day (In This Universe of Love)» | 6:19         |
| 2.                  | «TK421»                                                 | 5:27         |
| 3.                  | «Honey»                                                 | 3:50         |
| 4.                  | «Paralyzed»                                             | 4:28         |
| 5.                  | «Human»                                                 | 4:27         |
| 6.                  | «Let It Ride»                                           | 3:35         |
| 7.                  | «Stuck in the Middle»                                   | 5:10         |
| 8.                  | «Bundle of Joy»                                         | 5:06         |
| 9.                  | «Love Is My Religion»                                   | 3:47         |
| 10.                 | «Heaven»                                                | 4:49         |
| 11.                 | «Spirit in My Heart»                                    | 4:33         |
| 12.                 | «Blue Electric Light»                                   | 3:53         |
| Общая длительность: | Общая длительность:                                     | 55:24        |

## Чарты
| Чарт (2024)                                  | Высшая позиция |
| -------------------------------------------- | -------------- |
| Австралия (ARIA)                             | 84             |
| Австрия (Ö3 Austria)                         | 4              |
| Бельгия/Фландрия (Ultratop)                  | 17             |
| Бельгия/Валлония (Ultratop)                  | 4              |
| Нидерланды (Album Top 100)                   | 17             |
| Франция (SNEP)                               | 7              |
| Германия (Offizielle Top 100)                | 5              |
| Венгрия (Physical Albums, MAHASZ)            | 13             |
| Италия (FIMI)                                | 13             |
| Япония (Digital Albums, Oricon)              | 19             |
| Япония (Hot Albums, Billboard Japan)         | 62             |
| Шотландия (Scottish Albums Chart)            | 10             |
| Испания (PROMUSICAE)                         | 16             |
| Швеция (Physical Albums, Sverigetopplistan)  | 4              |
| Швейцария (Schweizer Hitparade)              | 2              |
| Великобритания (UK Albums Chart)             | 73             |
| Великобритания (UK Independent Albums Chart) | 3              |
| США (Billboard Top Album Sales)              | 11             |
| США (Billboard Independent Albums)           | 47             |